# Бромциан
Бромциан (синерод бромистый) — органическое вещество, бромангидрид циановой кислоты с химической формулой BrCN. Бесцветное твёрдое вещество, ядовит.

## Получение
Получают бромированием водных растворов цианида калия или синильной кислоты:
{\displaystyle {\mathsf {KCN+Br_{2}\rightarrow KBr+BrCN}}}

## Физические свойства
При стандартных условиях представляет собой твёрдое хорошо кристаллизующееся вещество. Хорошо растворим в органических растворителях. Растворимость в воде составляет 5—6 %.
Легко летуч: летучесть составляет около 150000 мг/м3 при 16 °C.

## Химические свойства
В целом химические свойства и активность аналогичны таковым у хлорциана.
Для бромциана существуют две возможные таутомерные формы: Br—C≡N и Br—N+≡C-.
Первая форма лучше объясняет многочисленные химические превращения бромциана. К примеру, в реакции с аммиаком и аминами он реагирует, образуя цианамиды:
{\displaystyle {\mathsf {BrCN+NH_{3}\rightarrow NH_{2}CN+HBr}}}
Со спиртами бромциан образует эфиры иминоугольной кислоты:
{\displaystyle {\mathsf {BrCN+2C_{2}H_{5}OH\rightarrow (C_{2}H_{5}O)2CN+HBr}}}
Особое значение бромциан имеет для расщепления третичных аминов (реакция Брауна). В этой реакции сначала образуются продукты присоединения, которые в дальнейшем при нагревании распадаются на бромистый алкил и диалкилцианамид, который путём омыления можно легко превратить во вторичный амин.
Для аналитического определения бромциана используют реакцию с иодоводородом:
{\displaystyle {\mathsf {BrCN+2HI\rightarrow I_{2}+HBr+HCN}}}
Образующийся свободный йод затем титруют тиосульфатом натрия.
Для этой же цели также используют реакцию с избытком аммиака: в ходе неё образуется бромид аммония, который количественно определяют осаждением нитратом серебра.

## Применение
Служит цианирующим реагентом при извлечении золота из различных руд. Также служит ратицидом и сигнальной добавкой к фумигантам.
Австрией в 1917 году в смеси с бромацетоном применялся в качестве боевого отравляющего вещества.

## Безопасность
Обладает общеядовитым действием, в целом в 2—3 раза менее токсичен, чем циановая кислота. Раздражает слизистые оболочки глаз и верхних дыхательных путей.